# オリンピックのジョージア選手団
オリンピックのジョージア選手団（オリンピックのジョージアせんしゅだん）は、南コーカサスにあるジョージアのオリンピック選手団である。1952年ヘルシンキオリンピックから1988年ソウルオリンピックまではソビエト連邦選手団、1992年バルセロナオリンピックではEUN選手団として出場した。1991年の独立後、1994年リレハンメルオリンピックから単独の選手団として参加し、夏季オリンピックは1996年アトランタオリンピックから参加した。
夏季大会で単独選手団として初参加となった1996年のオリンピックでは、開催地となったアメリカ合衆国のアトランタが同名のジョージア州の州都（かつジョージア国首都のトビリシと姉妹都市）であることから、本選手団が開会式の入場行進において特に大きな歓声で迎えられたエピソードがよく知られている。

## 概要
これまで最も多くメダルを獲得した夏季オリンピックは、2020年東京オリンピックの8個、最も多くのメダルを獲得した夏季オリンピック競技はレスリングの21個である。冬季オリンピックのメダルはまだ獲得していない。2004年アテネオリンピックではジョージア初のオリンピック金メダルを獲得。

### 日本での呼称について
1994年のリレハンメルオリンピックから2014年のソチオリンピックまでの間の大半の日本語報道では「グルジア選手団」と呼称されていたが、2015年4月の日本国政府による外名変更を経て2016年リオデジャネイロオリンピックから「ジョージア選手団」に呼称が変更されている。
この外名変更は日本政府および日本オリンピック委員会（JOC）、国内の報道機関が独自に行ったものであり、国際オリンピック委員会（IOC）に国名の変更が届け出られた訳ではない。IOCにおいて本選手団は加盟当初から現在まで一貫してIOC公用語のフランス語では"Géorgie"（ジェオルジ）、英語では"Georgia"（ジョージア）の名称である。

## メダル獲得数一覧

### 夏季オリンピック
| 大会名                | 金 | 銀 | 銅 | 計 |
| 1996 アトランタ       | 0  | 0  | 2  | 2  |
| 2000 シドニー         | 0  | 0  | 6  | 6  |
| 2004 アテネ           | 2  | 2  | 0  | 4  |
| 2008 北京             | 3  | 2  | 2  | 7  |
| 2012 ロンドン         | 1  | 2  | 3  | 6  |
| 2016 リオデジャネイロ | 2  | 1  | 4  | 7  |
| 2020 東京             | 2  | 5  | 1  | 8  |
| 2024 パリ             | 3  | 3  | 1  | 7  |
| 合計                  | 13 | 15 | 19 | 47 |

### 冬季オリンピック
| 大会名                  | 金 | 銀 | 銅 | 計 |
| 1994 リレハンメル       | 0  | 0  | 0  | 0  |
| 1998 長野               | 0  | 0  | 0  | 0  |
| 2002 ソルトレークシティ | 0  | 0  | 0  | 0  |
| 2006 トリノ             | 0  | 0  | 0  | 0  |
| 2010 バンクーバー       | 0  | 0  | 0  | 0  |
| 2014 ソチ               | 0  | 0  | 0  | 0  |
| 2018 平昌               | 0  | 0  | 0  | 0  |
| 2022 北京               | 0  | 0  | 0  | 0  |
| 合計                    | 0  | 0  | 0  | 0  |

### 夏季オリンピック競技別
| 競技                         | 金 | 銀 | 銅 | 計 |
| ---------------------------- | -- | -- | -- | -- |
| 柔道                         | 5  | 7  | 3  | 15 |
| ウエイトリフティング         | 4  | 1  | 3  | 8  |
| レスリング（フリースタイル） | 3  | 4  | 6  | 13 |
| レスリング（グレコローマン） | 1  | 3  | 4  | 8  |
| ボクシング                   | 0  | 0  | 2  | 2  |
| 射撃                         | 0  | 0  | 1  | 1  |
| 計 (競技数: 6)               | 13 | 15 | 19 | 47 |